# Megaselia goidanichi
Megaselia goidanichi är en tvåvingeart som beskrevs av Schmitz 1927. Megaselia goidanichi ingår i släktet Megaselia och familjen puckelflugor. Inga underarter finns listade i Catalogue of Life.